# アンソニー・ポーソン
アンソニー・ポーソン（Anthony James Pawson, CH OC  FRS FRSC、1952年10月18日 - 2013年8月7日）は、イギリス生まれのカナダ人科学者。シグナル伝達の研究で知られる。
イングランドのメードストーンで生まれ、ケンブリッジ大学より生化学でM.A.を取得する。1976年、ロンドンの王立癌研究基金にて、King's College LondonからPh.D.を取得した。1976年より1980年まで、カリフォルニア大学バークレー校にてポスドクを、1981年から1985年まで、ブリティッシュコロンビア大学にてAssistant Professorを務める。
1985年にはカナダオンタリオ州のマウントサイナイ病院サミュエル・ルネンフェルド研究所にてDistinguished Investigator and former Director of Researchに、また、トロント大学にて分子遺伝学の教授となる。2013年トロントで死去。

## 受賞・叙勲歴
- 1994 ガードナー国際賞
- 1994 ロンドン王立協会Fellow・カナダ王立協会Fellow
- 1995 Robert L. Noble Prize（カナダ国立癌研究所より）
- 1998 Pezcoller Foundation-AACR International Award for Cancer Research
- 1998 ハイネケン賞
- 1998 The Royal Society of Canada Flavelle Medal for meritorious achievement in biological science
- 2000 カナダ勲章Officer
- 2000 J. Allyn Taylor International Prize in Medicine
- 2004 ルイザ・グロス・ホロウィッツ賞 （コロンビア大学より）
- 2004 Poulsson Medal, the Norwegian Society of Pharmacology and Toxicology
- 2004 全米科学アカデミーAssociate
- 2004 アメリカ芸術科学アカデミーMember
- 2005 ウルフ賞医学部門 "for his discovery of protein domains essential for mediating protein-protein interactions in    cellular signaling pathways, and the insights this research has provided into cancer"
- 2005 ロイヤル・メダル
- 2006 コンパニオン・オブ・オナー勲章
- 2007 Premiers Summit Award
- 2007 Howard Taylor Ricketts Award （シカゴ大学より）
- 2008 京都賞基礎科学部門 「シグナル伝達機構におけるアダプター概念の提唱と実証」 により[1]
- 2012 トムソン・ロイター引用栄誉賞